# Anna Zofia Sapieha
Pour les articles homonymes, voir Sapieha.
Ne doit pas être confondu avec Anna Paulina Sapieha.
Anna Zofia Czartoryska née Sapieha le 17 octobre 1799 à Saint-Germain-en-Laye et morte le 24 décembre 1864 à Montpellier, est une princesse polonaise de la famille Sapieha, grande mécène et philanthrope.

## Biographie
Anna Sapieha est la fille de Aleksander Antoni Sapieha et de Anna Jadwiga Zamoyska.
Elle passe son enfance et sa jeunesse à Teofipol, Radzyń, Paris et Vilnius. Le 29 septembre 1817, à Radzyń, elle épouse Adam Jerzy Czartoryski. Ils ont quatre enfants: Witold Adam, Leon Jerzy, Władysław  et Izabella.
En exil en France, après la défaite de l'insurrection polonaise de 1830, elle se dévoue entièrement à la cause des émigrés polonais et participe à des œuvres sociales et organise de nombreux événements de charité. Dans l’Hôtel Lambert acheté par les Czartoryski en 1843, elle tient un salon et organise des bals et des concerts où se réunissent les artistes polonais et français dont Frédéric Chopin.
En 1834, elle fonde la société de charité des dames polonaises, qu'elle dirige jusqu'à sa mort.
En 1844, elle fonde l'Institut de jeunes filles polonaises sur le modèle des Demoiselles de Saint-Cyr. L’institut fonctionne jusqu’à 1899. Son but principal est d'égaliser les chances. Des jeunes filles, émigrées ou non, qui sans aide financière n’auraient pas pu être scolarisées, obtiennent l’accès à l’éducation grâce à l’Institut.
En 1846, elle cofonde avec la sœur Teofila Mikułowska des Filles de la Charité de la province de Varsovie, l'Œuvre Saint Casimir. Dirigé par les sœurs de la Charité, cet institut accueille des orphelins des émigrés polonais, des anciens combattants et des émigrés pauvres.
Elle meurt à Montpellier le 24 décembre 1864 et est inhumée à Sieniawa en Pologne.